# Климівський ботанічний заказник
Климівський — ботанічний заказник місцевого значення в Україні. Об'єкт природно-заповідного фонду Полтавської області.
Розташований у Карлівському районі Полтавської області, на околиці села Климівка на схилах коріного правого берега річки Орчик.  
Площа 144,3 га, створений відповідно до Рішення Полтавської облради від 20.12.1993 р, розширений Рішенням облради від 07.12.2011 р. Перебуває у віданні Климівської сільської ради.
Територію, перспективну до заповідання, виявила вчителька біології Климівської школи Гусар Поліна Романівна разом з учнями. Це єдина в області ділянка ковилового степу з багатьма видами рослин, що зростають на північній межі ареалу. У заказнику виявлено 71 вид степових рослин, з них 11 рідкісних. 
Тут трапляються сон чорніючий, горицвіт весняний, ковила волосиста, ковила Лессінга, шавлія поникла, залізняк бульбистий, ковила волосиста, карагана кущова, шандра рання, пирій ковилолистий.
У знижених ділянках трапляються грабельки руські, суниці, конюшина альпійська, люцерна румунська, шавлія австрійська (єдине місце зростання в області), оман шорсткий.
Ближче до населеного пункту на характері рослинності позначається випасання. Тут зростають костриця валійська, полин австрійський, молочай степовий, чебрець Маршалла, астрагал ріжковий, шавлія ефіопська.
У північній частині заказника на терасах висаджені молоді культури дуба, ясена, клена. Тут на відкритих вершинах зростає рястка Гуссона, незаліснена нижня частина схилу вкрита лучно-степовим різнотрав'ям: гадючник звичайний, жовтець багатоквітковий, рутвиця мала, дрік красильний, парило звичайне, підмаренник руський, деревій майжезвичайний, материнка звичайна, буквиця лікарська та ін.  

## Галерея

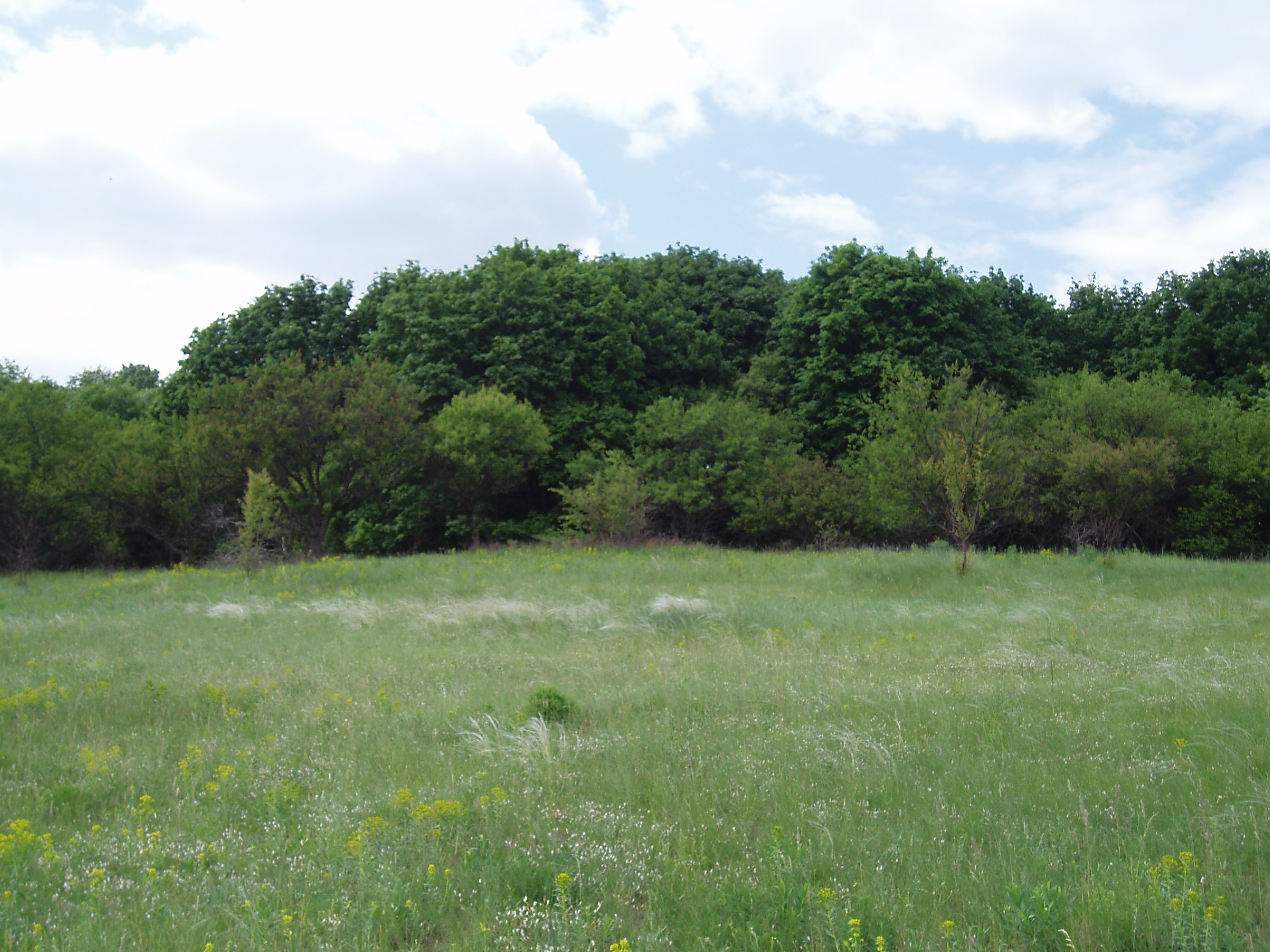
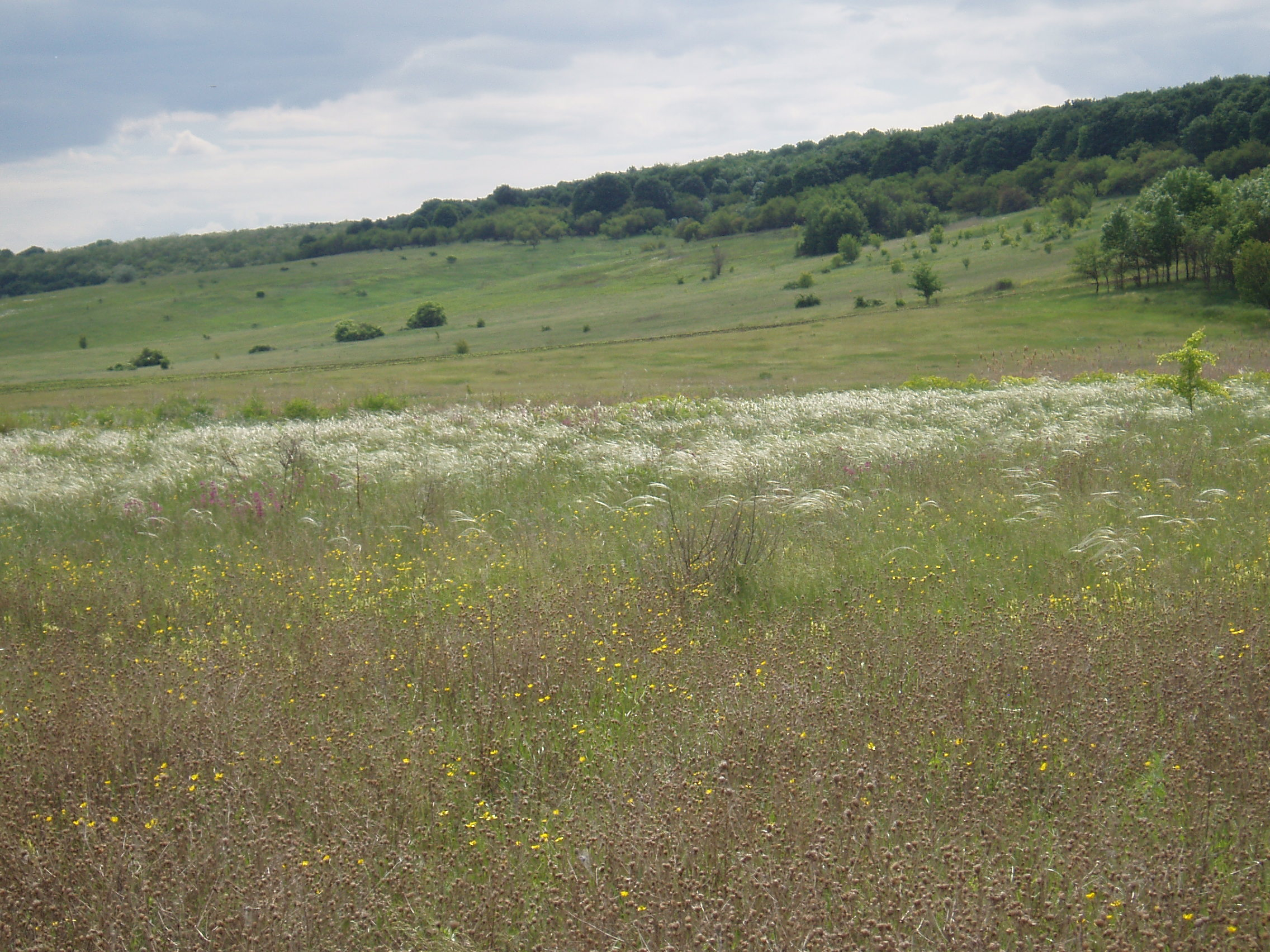